# Лазовский, Евгениуш
Евгениуш Лазовский (пол. Eugeniusz Sławomir Łazowski; 1913, Ченстохова, Польша — 2006, Юджин, Орегон, США) — польский врач, который спас тысячи евреев во время Холокоста, сымитировав с помощью своего друга Станислава Матулевича эпидемию тифа и сыграв таким образом на патофобии немцев. Делая это, он рисковал быть приговорённым к смертной казни, применявшейся к полякам, помогавшим евреям во время Холокоста.
Лазовский выжил во время войны и в 1958 году уехал в Америку, где работал врачом. Лазовский оставил практику в конце 1980 года. Он умер в 2006 году в Юджине, штат Орегон, где он жил со своей дочерью.

## Во время немецкой оккупации Польши
Перед наступлением Второй мировой войны Евгениуш Лазовский получил медицинскую степень в Университете имени Юзефа Пилсудского в Варшаве. Во время немецкой оккупации Лазовский проживал в Розвадове с женой и маленькой дочкой. Вёл врачебную практику вместе со школьным другом доктором Станиславом Матулевичем. Матулевич обнаружил, что если впрыскивать здоровым людям мёртвые бактерии лат. Proteus OX19, то тестирование на тиф даёт положительные результаты без каких-либо симптомов болезни. Два врача разработали секретный план спасения около десятка деревень в окрестностях Розвадова и Збыднюва не только от принудительных работ, но и от истребления нацистами. Лазовский, «польский Шиндлер», сымитировал эпидемию тифа в городе Розвадове и его окрестностях и спас 8 тыс. евреев от нацистского преследования. Он использовал медицинскую науку, чтобы обмануть немцев и уберечь евреев и поляков от депортации в нацистские концентрационные лагеря.
Заражённых евреев немцы убивали, поэтому Лазовский и Матулевич впрыскивали вирус полякам, жившим в деревнях вокруг гетто. Напуганные немцы не отправляли инфицированных поляков в трудовые лагеря, и в конце концов закрыли весь район на карантин.
Таким образом, были спасены как польские семьи от неизбежной депортации в концентрационные лагеря, так и еврейские — от казней.
Со временем местное немецкое командование стало подозревать — если город болеет тифом, то почему же никто от этого тифа не умирает?
Для расследования этих обстоятельств была вызвана комиссия врачей из Германии. Их встречал лично доктор Лазовский. Уставших с дороги врачей Третьего рейха разговорчивый Лазовский напоил спиртом, а наутро передал заранее взятые анализы у «заражённых» поляков. На этом расследование закончилось, карантин удалось сохранить до тех самых пор, пока в город не зашли советские войска. 
Существует документальный фильм о докторе Евгении Лазовском под названием «Частная война» телепродюсера Райана Бэнка, основанный на показаниях людей, чьи семьи были спасены «поддельными эпидемиями».